# هوراسيو كوبولا
هوراسيو كوبولا (بالإسبانية: Horacio Coppola)‏ هو مصور أرجنتيني، ولد في 31 يوليو 1906 في بوينس آيرس في الأرجنتين، وتوفي بنفس المكان في 18 يونيو 2012.

## وصلات خارجية
- هوراسيو كوبولا على موقع IMDb (الإنجليزية)
- هوراسيو كوبولا على موقع ديسكوغز (الإنجليزية)